# Isotiocianato di allile
L'isotiocianato di allile è un isotiocianato di formula CH2CHCH2NCS. Questo liquido oleoso è responsabile del sapore piccante della senape, del rafano e del wasabi. È poco solubile in acqua, ma si scioglie bene nella maggior parte dei solventi organici.

## Biosintesi e funzioni biologiche
L'isotiocianato di allile si trova nei semi della senape nera (Brassica nigra) e della senape bruna (Brassica juncea). Rompendo i semi di senape si libera l'enzima tioglucosidasi che agisce su un glucosinolato chiamato sinigrina
per formare isotiocianato di allile.
L'isotiocianato di allile serve a difendere la pianta dagli erbivori; dato che è esso stesso dannoso per la pianta, viene conservato nella forma innocua di glucosinolato, separato dall'enzima. Quando l'animale mastica la pianta, si libera l'isotiocianato di allile che funge da repellente per l'animale.

## Produzione e usi
L'isotiocianato di allile viene prodotto commercialmente per reazione del cloruro di allile con il tiocianato di potassio:
CH2=CHCH2Cl  +  KSCN  →  CH2=CHCH2NCS  +  KCl
Il prodotto ottenuto per questa via è a volte chiamato olio di senape sintetico. L'isotiocianato di allile si può ricavare anche per distillazione a secco dei semi. Il prodotto ottenuto in questo modo è detto olio di senape volatile e di solito è puro al 92%. Viene usato principalmente come aromatizzante nei cibi. L'isotiocianato di allile di sintesi è usato come insetticida, battericida e nematocida; inoltre in alcuni casi si usa per proteggere le piante coltivate.
La reazione di idrolisi dell'isotiocianato di allile porta ad ammine alliliche.

## Tossicità
L'isotiocianato di allile è moderatamente tossico, ma è un potente lacrimogeno.